# Chaucer (cratère)
Chaucer est un cratère d'impact lunaire situé à l'ouest de la plaine murée de Hertzsprung (en), sur la face cachée de la Lune. Il se trouve au nord-ouest du cratère Vavilov (en) et à l'est du couple de cratères Tsander (en)—Kibaltchitch. Il s'agit d'un cratère circulaire dont le bord extérieur est légèrement érodé. Le sol intérieur est quasiment sans relief, avec seulement quelques minuscules cratères marquant la surface. Il doit son nom à l'écrivain Geoffrey Chaucer.

## Cratères satellites
Par convention, ces caractéristiques sont identifiées sur les cartes lunaires en plaçant la lettre sur le côté du point médian du cratère le plus proche de Chancer.
| Chaucer | Latitude | Longitude | Diamètre |
| ------- | -------- | --------- | -------- |
| B       | 6,5° N   | 137,4° O  | 27 km    |
| P       | 1,8° N   | 141,3° O  | 13 km    |